# Čaklov
Čaklov es un municipio del distrito de Vranov nad Topľou en la región de Prešov, Eslovaquia, con una población estimada a final del año 2024 de 2774 habitantes.
Se encuentra ubicado en el centro-sur de la región, cerca del río Topľa (cuenca hidrográfica del río Tisza) y de la frontera con la región de Košice.

## Demografía
| Año        | 1994 | 2004     | 2014     | 2024    |
| ---------- | ---- | -------- | -------- | ------- |
| Población  | 2013 | 2264     | 2552     | 2774    |
| Diferencia |      | +12,46 % | +12,72 % | +8,69 % |

| Año        | 2023 | 2024    |
| ---------- | ---- | ------- |
| Población  | 2737 | 2774    |
| Diferencia |      | +1,35 % |